# Peter Parker (Marvel Cinematic Universe)
Peter Parker je fiktivní postava z Marvel Cinematic Universe hraná Tomem Hollandem. Postava je vytvořená podle stejnojmenné komiksové postavy a stejně jako v komiksech je i v MCU Parker znám pod svým alter egem Spider-Man. Ve filmech je Parker studentem střední školy Midtown School of Science and Technology a zároveň maskovaným superhrdinou a chráněncem Tonyho Starka.
Peter Parker je jednou z hlavních postav MCU. Od svého debutu ve filmu Captain America: Občanská válka se objevil také v dalších pěti filmech a v seriálu. Ve snímku Iron Man 2 se v malé roli dítěte s maskou Iron Mana, jehož hrdina zachrání, objevil syn režiséra Jona Favreaua. Retroaktivně byla tato událost stanovena jako uvedení malého Petera Parkera do MCU, což v roce 2017 potvrdili Holland, producent Kevin Feige i režisér Jon Watts.

## Vytvoření postavy
Peter Parker se poprvé objevil jako komiksová postava v komiksové antologii Amazing Fantasy č. 15 (srpen 1962). Díky nárůstu poptávky dospívajících o komiksy chtěl Stan Lee, šéfredaktor a hlavní scenárista Marvel Comics, vytvořit postavu, se kterou by se teenageři mohli identifikovat. Lee uvedl, že ho ovlivnil Spider, postava bojovníka se zločinem z pulpového časopisu 30. a 40. let 20. století, a inspirován byl také pavoukem lezoucím po stěně (ve své autobiografii napsal, že tento příběh vyprávěl tolikrát, že už sám neví, jestli je pravdivý). Chtěl, aby postava byla lidská, někdo, kdo dělá chyby, kdo si dělá starosti, má akné a problémy se svojí přítelkyní. Kreslíř Jack Kirby měl v té době k dispozici dosud nezveřejněnou postavu, na které během 50. let pracoval s Joem Simonem – sirotka žijícího se starším párem, který najde magický prsten, jenž mu dá nadlidské schopnosti. Po poradě o příběhu nařídil Lee Kirbymu, aby tuto postavu rozvinul a nakreslil s ní několik stránek. Lee však nebyl s Kirbyho příběhem spokojený, proto se obrátil na Steva Ditka, který navrhl postavu v kostýmu a s maskou, schopností přilnout k povrchům a vystřelovat ze zápěstí sítě. Pod Kirbyho vedením se tato postava stala středoškolským studentem Peterem Parkerem, kterého kousne radioaktivní pavouk, a získá tak pavoučí schopnosti.

## Fiktivní biografie

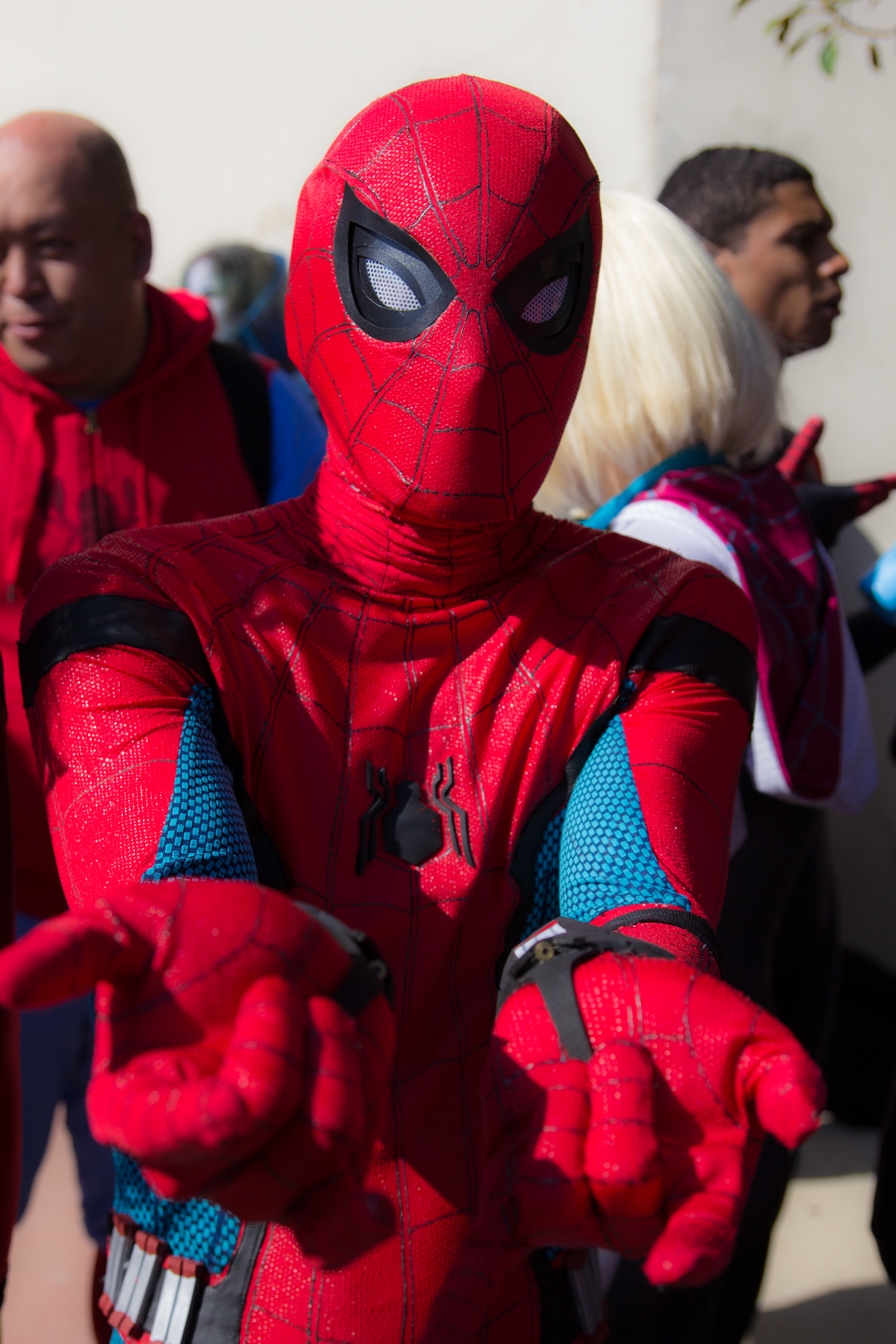
Cosplay MCU Spider-Mana

### Dětství
Peter Benjamin Parker se narodil 10. srpna 2001 v Queensu v New Yorku. Od dětství byl vychováván tetou May a strýcem Benem, který později zemřel. Peter najvštěvuje Midtown School of Science and Technology, kde se skamarádil se spolužákem Nedem Leedsem.
V roce 2010 navštívil mladý Peter výstavu Stark Expo a během jeho návštěvy začaly útočit drony, ale Iron Man ho zachránil. V dospívání kousnul Petera radioaktivní pavouk, čímž získal nadlidské schopnosti. Po smrti strýce se Peter rozhodl využít své schopnosti, aby pomohl potřebným, a stal se Spider-Manem.

### Občanská válka
V roce 2016 zastihne Parkera Tony Stark, který ho naverbuje do týmu Avengers. Stark mu za jeho pomoc při jednání se Stevem Rogersem poskytne nový oblek. Během bitvy se ukáže, že Peter je neohroženým soupeřem, který bojuje proti Falconovi, Winter Soldierovi a i proti samotném Stevu Rogersovi. Peter později v bitvě pomůže Starkovi a Rhodesovi zneškodnit obřího Ant-Mana, ale je v boji zraněn, a proto ho vděčný Stark pošle domů.

### Konflikt s Vulturem
O 2 měsíce později pokračuje Parker v životě středoškolského studenta, zatímco plní své povinnosti jako superhrdina Spider-Man a také netrpělivě očekává svou další misi od Starka. Parker posílá zprávy Starkovu řidiči a bodyguardovi Happy Hoganovi, kterého Stark přiřadil jako kontaktní bod, a informuje ho o jeho každodenních úkolech.
Když se Parker vrací domů, najde v pokoji svého nejlepšího přítele Neda Leedse, který zjistí jeho identitu. Později, když se Peter a Ned zúčastní školního večírku, Parker odejde zachránit Aarona Davise, když se pokouší koupit zbraně Chitauri, což dealerům umožní uprchnout, ale Parker je následuje, než ho chytí jejich šéf Toomes. Toomes shodí po krátkém boji Parkera do jezera a ten je poté zachráněn jedním ze Starkových obleků, přičemž mu Stark sdělí, aby se Parker do dalších větších akcí sám nezapojoval.
Parker zajme Toomesova nového kupce Maca Gargana na palubě Staten Island Ferry, ale Toomes unikne a zbraní roztrhne trajekt napůl. Parkerovi, který není schopen opravit trajekt, pomůže Stark. Poté co zachrání trajekt zabaví Stark Parkerův oblek jako trest za jeho nerozvážnost. Později, když odejde Parker ze školního večírku, aby zjistil kde se ukrývá Toomes, s Leedsovou pomocí Parker porazí Schultze a najde Toomese, který naplánoval unést letadlo organizace Damage Control přepravující zbraně k Avengers. Poté, co Toomesův poškozený oblek exploduje, Parker Toomese zachrání a nechá ho zatknout.
Parker později dostane SMS od Happyho, který je ve škole, kde se omlouvá, že nebral Parkera vážně, a děkuje mu za to, že mu zachránil práci, a poté vezme Parkera do základny Avengers. Tam mu Stark pogratuluje a nabídne Parkerovi, aby se připojil k Avengers, on však odmítá. Po návratu domů Parker zjistí, že Stark vrátil jeho oblek a je přistižen tetou May, když ho má na sobě.

### Infinity War a vzkříšení
V roce 2018, když je Peter na školním výletě v New Yorku, je jeho pavoučími smysly upozorněn na Thanosovu invazi. Vydá se na průzkum a nakonec zachrání Starka před Cull Obsidianem. Později se ke Starkovi připojí při záchraně doktora Strange, kterého unese Maw. Parker se Starkerm Mawa zabijí, a tím osvobodí Strange. Trio pak zamíří na Titan, rodnou planetu Thanose, aby se postavilo Thanosovi, kde se k nim připojí Quill, Drax a Mantis. Hrdinové jsou nakonec poraženi a poté, co Thanos ve Wakandě luskne prsty s Rukavicí nekonečna, Parker je spolu se Strangem a Strážci Galaxie přeměnen na prach.
O pět let později, Bruce Banner použije rekonstruovanou rukavici, aby přivedl zpět všechny, kteří byli přeměněni v prach, včetně Petera, který je poté doktorem Strangem transportován na Zemi, aby ostatním pomohl v boji proti Thanosovi a jeho armádě. Peter má emocionální setkání se Starkem a pomáhá chránit novou rukavici před Thanosem. Tony Stark k tomu, aby vše ukončil, obětuje svůj život a Parker se později účastní jeho pohřbu.

### Školní výlet do Evropy
O osm měsíců později, Parkerova škola restartuje svůj školní rok, aby vyhověla studentům, kteří byli mezi vzkříšenými. Škola zorganizuje dvoutýdenní letní výlet do Evropy, přičemž Parker se plánuje přiznat na cestě své city ke spolužačce MJ.
V Benátkách v Itálii, zaútočí na Petera a jeho přátelé Vodní element, který ve městě způsobí zmatek. Chvíli nato přichází Quentin Beck a zničí stvůru, zatímco Parker se pokouší pomoci. Fury sabotuje Peterův výlet a dá mu Starkovy brýle, vybavené umělou inteligencí E.D.I.T.H., které byly určeny pro Starkova nástupce. Peter odmítá Furyho žádost o pomoc a připojí se zpět ke své třídě, ale Fury skrytě přesměruje itinerář školní cesty do Prahy, kde se očekává, že zasáhne Element ohně. Ten se později, podle předpokladů, objeví na karnevalu, ale Beck ho s Parkerovou pomocí, zničí. Peter považuje Becka za hodného Starkova nástupce a odkáže mu Starkovy brýle. Po návratu zpět se Parker dozví od MJ, že tuší, že je Peter Spider-Man. Spolu zjistí, že část přístroje, jenž MJ získala během bitvy, je projektor, který pouze představoval obraz Vzdušného elementu. Oba si uvědomí, že je Beck podvodník. Peter odcestuje do Berlína, kde se setká s Furym, jen aby si uvědomil, že verze před ním je jen iluzí vytvořena Beckem. Peter bojuje s několika iluzemi a je nakonec sražen vlakem. Po srážce je těžce raněn a upadne ve vlaku do bezvědomí. Probudí se ve vězení v Nizozemsku, osvobodí se a kontaktuje Happyho, s nímž pak odletí do Londýna. Cestou Happy odhaluje stroj na výrobu obleků, jejž po sobě zanechal Stark, který Peter použije k vytvoření obleku. V Londýně, Beck, usilující o zabití MJ a dalších, kteří by mohli odhalit jeho tajemství, organizuje nejhorší živel. Peter po příletu do Londýna prorazí iluzi pomocí svého pavoučího smyslu, získá kontrolu nad E.D.I.T.H. a porazí Becka. Peter se znovu setká s MJ na mostě, kde jí řekne, že měl plán, jak jí řekne, že se mu líbí. Oba si navzájem přiznají své pocity a sdílejí svůj první polibek.

### Odhalení
Peter se vrací do New Yorku a začíná vztah s MJ. Ve scéně se středními titulky, J. Jonah Jameson, vydavatel TheDailyBugle.net, obviňuje Spider-Mana za útoky Elementalů a vysílá upravené záběry incidentu natočené a zaznamenané Beckem, ve kterém Beck odhaluje, že Spider-Man je Peter Parker.
Po odhalení jeho tajné identity začne mít Parker právní problémy, za údajné zabití Mysteria, neustálý dohled nad soukromým životem a jeho blízkých a rozšířeným kultem zbožňujícím Mysteria. Všechna obvinění proti němu jsou ale stažena s pomocí právníka Matta Murdocka, ale názor veřejnosti zůstává kontroverzní a jeho život je běžně znevažován Jamesonovými a Mysteriovými stoupenci. Parker se proto rozhodne vyhledat pomoc u Stephena Strange a požádá ho, aby seslal kouzlo, aby všichni zapomněli na odhalení jeho identity. Nicméně, když Strange začne sesílat kouzlo, Parker požaduje změny, aby zajistil, že si jej blízcí budou stále pamatovat, což způsobí, že se kouzlo pokazí.
Poté, co Parker odejde, aby přesvědčil správce MIT, aby přijali MJ a Neda, je napaden Ottem Octaviusem, vědcem z alternativní reality. Parkerovi se podaří Octaviuse zajmout, ale je konfrontován Green Goblinem z Octaviovy reality, než je Strange uvězní. Strange, který také zachytil Curta Connorse z jiné reality, vysvětlí Parkerovi, že jeho manipulace s kouzlem způsobila, že se dostali do jejich vesmíru "návštěvníci" ze všech vesmírů, kteří věděli, že Peter Parker je Spider-Man, a nařídí Parkerovi, aby našel a zajal ostatní návštěvníky. Parker najde a zajme Flinta Marka i Maxe Dillona. Později, po hádce se Strangem ohledně osudu padouchů Parker uvězní Strange v zrcadlové dimenzi a poté pracuje na vyléčení pěti padouchů a úspěšně vyléčí Octaviuse. Navzdory tomu se projeví Osbornův Green Goblin, ten osvobodí Dillona a bojuje s Parkerem v Happyho bytě. Osborn poté bodne May svým kluzákem, než na ni a Parkera vrhne pumpkin bombu. May následně umře v Parkerově náručí a Happy Hogan je zatčen, což Parkerovi umožní, aby unikl.
Později Parker sedí na střeše své školy a truchlí nad ztrátou May, ale je utěšen MJ a Nedem, kteří mu navíc představili dvě alternativní verze Spider-Mana: starší verzi, která bojovala s Osbornem, Octaviusem a Markem a verze, která bojovala s Lizardem a Dillonem. Spider-Meni poté společně vytvoří léky, které vrátí padouchům jejich lidské podoby a nalákají Marka, Connorse a Dillona k Soše svobody a následně je vyléčí. Poté, co Strange osvobodí Neda, Osborn na ně zaútočí, zničí krabici s obsaženým kouzlem a způsobí prolomení bariér mezi vesmíry. Parker zjistí, že jediný způsob, jak zavřít mezivesmírné průchody, je nechat Strange seslat kouzlo, kde by všichni zapomněli, kdo je. Parker se loučí se svými alternativními já a slibuje MJ a Nedovi, že se k nim vrátí.
O něco později se Parker pokouší znovu představit MJ a Nedovi, ale rozhodne se to neudělat, protože je chce udržet v bezpečí. Vyrobí si nový oblek a pokračuje ve svém hrdinství.

## Alternativní verze

### Co kdyby…?

#### Zombie
V alternativním roce 2018 je Parker mezi těmi, kteří přežili vypuknutí kvantového viru, který přemění infikované na zombie. Společně s ostatními přeživšími začne hledat lék v Camp Lehigh. Po boji se zombifikovanou Wandou Maximovovou uteče s T'Challou a Langem do Wakandy, aby zničili virus, ale ve Wakandě na ně čeká zombifikovaný Thanos.

### Varianty z multiversa

#### Spider-Man Sama Raimiho
Roky po událostech z filmu Spider-Man 3 se vztah Petera Parkera (v podání Tobeyho Maguirea) s Mary Jane Watsonovou zkomplikoval, ale nakonec se vyřešil. Kvůli Strangeovu nefunkčnímu kouzlu byl Parker přiveden do MCU a následně začal hledat Parkera z tohoto vesmíru. Poté, co se setkal s alternativní verzí sebe sama začal pracovat s ostatními na vyléčení padouchů. Po boji a úspěšném proměnění padouchů se Parker loučí se svými alternativními verzemi a vrací se do svého vesmíru.

#### Amazing Spider-Man
Po událostech ve filmu Amazing Spider-Man 2 neúspěch Petera Parkera (v podání Andrewa Garfielda) zachránit Gwen způsobil, že se stal přehnaně agresivním a pomstychtivým. Po Strangeově nefunkčním kouzlu je však Peter přiveden do MCU a následně začne hledat Spider-Mana z tohoto vesmíru. Poté, co se setkal s alternativními verzemi sebe sama začne spolupracovat na výrobě léku. Při boji však spadne MJ z lešení, ale je zachráněna tímto Parkerem. Peter se po boji rozloučí se svými alternativními verzemi a vrátí se do svého vesmíru.

## Výskyt

### Filmy
- Iron Man 2 (retroaktivně)[3]
- Captain America: Občanská válka
- Spider-Man: Homecoming
- Avengers: Infinity War
- Avengers: Endgame
- Spider-Man: Daleko od domova
- Spider-Man: Bez domova

### Seriály
- Co kdyby…?
- Váš dobrý soused Spider-Man (připravovaný)[7]

### Krátkometrážní filmy
- Peterův seznam úkolů [8]